# Coerção
Coerção (do latim coertione) é o ato de induzir, pressionar ou compelir alguém a fazer algo pela força, intimidação ou ameaça. Quando tal coerção é permanente, é considerada escravidão. Embora a coerção seja considerada moralmente repreensível em muitas filosofias, ela é largamente praticada em prisioneiros ou na forma de convocação militar. Críticos do capitalismo moderno o acusam de que, sem redes de proteção social, a "escravidão salarial" é inevitável, configurando-se numa forma de coerção. Já os libertários veem os impostos como uma forma de coerção  estatal.

## Direito
Juridicamente, é o direito de usar a força por parte do Estado.

## Administração
A mais óbvia forma de motivação de pessoas ou equipes é a coerção, onde evitar a dor ou outras consequências negativas tem um efeito imediato sobre suas vítimas. Em gerenciamento de equipes, a coerção é considerada o pior tipo de comportamento. Envolve convencer outros participantes a agir usando ameaças ativas ou passivas. "Lembrar" um subordinado de que executar uma determinada tarefa de maneira específica vai refletir na avaliação de performance é uma tática de coerção muito comum.
A pressão da coerção é acumulativa. Com o tempo, a coerção mina a autoridade da liderança, estimula a rebeldia, a falta de lealdade e a fuga de talentos. Se usada frequentemente, pode perder seu efeito intimidador, gerando comportamentos profissionalmente "suicidas" por parte de suas vítimas: isso ocorre quando a própria coerção passa a ser menos suportável do que as consequências da ameaça utilizada.
Outra consequência da coerção é que a pressão psicológica gerada no subordinado, com o tempo, gera efeitos negativos na saúde do mesmo.